# Yislena Hernández
Yislena Hernández Guzmán, född 13 mars 1990, är en kubansk roddare. 
Hernández tävlade för Kuba vid olympiska sommarspelen 2016 i Rio de Janeiro, där hon tillsammans med Licet Hernández slutade på 19:e plats i lättvikts-dubbelsculler.